# Friedrich Gustav Brieger
Friedrich Gustav Brieger (Breslau, 11 oktober 1900 - Brazilië, 6 februari 1985) was een Pools-Duits botanicus, geneticus en orchideeënspecialist, die het grootste deel van zijn leven in Brazilië leefde en werkte.

## Levensloop
Brieger behaalt zijn doctoraat in de plantkunde aan de Universiteit van Wrocław en in de daaropvolgende jaren is hij werkzaam aan de universiteiten van München, Berlijn en Wenen. In 1924 ontvangt hij een beurs van de Rockefeller Foundation en werkt twee jaar aan de Harvard-universiteit met de Amerikaanse geneticus Edward Murray East (1879-1938), die hem naar eigen zeggen het meest beïnvloed heeft. Daarna wordt hij onderzoeker bij het Kaiser-Wilhelm-Institut, waar hij samenwerkt met de botanicus Carl Erich Correns (1864-1933).
Wanneer Hitler er aan de macht komt besluit hij Duitsland definitief te verlaten. In mei 1933 accepteert Brieger een baan in het John Innes Horticultural Institution in Groot-Brittannië. Maar wanneer hij in 1936 in opspraak komt wegens vermeende xenofobie accepteert hij een uitnodiging om naar Brazilië te komen om in het Colegio de Agricultura Luiz de Queiroz in Piracicaba, in de staat São Paulo, een leerstoel op te nemen in celbiologie en genetica.
Brieger richt er een Genetisch Instituut op en wordt er de leidende figuur op het gebied van genetica van tropische gewassen. Hij werkt er samen met C.A. Krug en André Dreyfuss. De resultaten van zijn onderzoek in de plantengenetica, celbiologie en ecologie zorgen voor een belangrijke verbetering van de kwaliteit en de kwantiteit van de voedselproductie in Brazilië. In zijn studie van graangewassen is hij de eerste die gebruik maakte van genetische analyse van populaties, op basis van gesofisticeerde wiskundige modellen.
Wanneer tijdens de Tweede Wereldoorlog de invoer van granen in Brazilië terugvalt, verkrijgt Brieger met zijn aan de tropische zomers aangepaste varianten van bloemkool, sla, tomaten en spinazie uitstekende oogsten. Zijn instituut speelt ook een sleutelrol in de ontwikkeling van variëteiten van maïs met verbeterde aminozuur-samenstelling en hogere voedingswaarde. Hij doet ook onderzoek naar de bodemsamenstelling en kunstmeststoffen, waardoor op voorheen onvruchtbare gronden graan kan geteeld worden.
Naast zijn werk voor de landbouw specialiseert Brieger zich ook in de studie en kweek van orchideeën, waarvan hij talrijke nieuwe hybriden creëert. Hij is de auteur van ontelbare publicaties, vooral over de teelt van maïs en over orchideeën, en in 1941 schrijft hij een Introdução à Genética in het Portugees.
Van 1966 tot 1979 werkt Brieger aan de oprichting van de Federale Universiteit van Rio de Janeiro, en vanaf 1971 bouwt hij de Faculteit Genetica uit aan de Universiteit van Campinas. Rond die tijd krijgt hij een uitnodiging om terug te keren naar Duitsland, maar hij besluit in Brazilië te blijven wonen en enkel gastcolleges te geven in Duitsland.